# Judi Chamberlin
Pour les articles homonymes, voir Chamberlin.
Judi Chamberlin, née le 30 octobre 1944 à New York et morte le 16 janvier 2010 à Arlington, est une militante américaine du mouvement des survivants de la psychiatrie. Son activisme politique a été le fruit de sa révolte contre l'institution psychiatrique, après une hospitalisation subie dans les années 1960,. Elle est l'auteur du livre On Our Own : Patient Controlled Alternatives to the Mental Health System (1978), un ouvrage qui fait référence dans le mouvement Mad Pride.

## Vie personnelle
Née Judith Rosenberg à Brooklyn, un quartier de New York, elle est la fille unique de Harold et Shirley Jaffe Rosenberg. La famille change ensuite son nom en Ross. Son père est un ouvrier d'usine quand elle était enfant, puis il est cadre supérieur dans l'industrie de la publicité. Sa mère est secrétaire d'école. Judi est diplômée du lycée de Midwood.
Elle a été mariée à Robert Chamberlin de 1964 à 1972, à Ted Chabasinski de 1972 à 1985, puis à Howard Cahn de 1988 à 2002. Son deuxième mari est lui aussi une figure de proue du mouvement des survivants de la psychiatrie, connu notamment pour avoir mené une campagne victorieuse visant à bannir la pratique des électrochocs (ECT) à Berkeley. À partir de 2006 jusqu'à sa mort, Chamberlin était la partenaire de Martin Federman. Elle a une fille de son premier mariage, Julie Chamberlin, et trois petits-enfants, Edward, Kyle, et Vivian.
Chamberlin est morte d'une maladie pulmonaire chronique à son domicile, à Arlington, Massachusetts , le 16 janvier 2010,,.
En 2011, elle apparaît dans un documentaire sur les droits des personnes handicapées, intitulé Lives Worth Living (Des vies dignes d'être vécues).

## Hospitalisations
En 1966, Judi Chamberlin, âgée de 21 ans, subit une fausse-couche, ce qui d'après ses propres dires, la rend profondément dépressive. Suivant les conseils de son psychiatre, elle se fait hospitaliser volontairement dans un établissement psychiatrique. Cependant, après plusieurs admissions volontaires, elle est diagnostiquée schizophrène et est internée, contre son gré, dans le service psychiatrique d'un hôpital de l'État de New York, pour une période de cinq mois.
C'est durant cette hospitalisation sous contrainte qu'elle dit avoir été victime d'une série d'abus médicaux. Les patients réfractaires aux soins étaient hospitalisés dans des chambres d'isolement et dans des ailes pour patients réfractaires, même lorsque leur résistance était de nature non violente. Les médicaments psychotropes qu'elle a été contrainte de prendre la fatiguaient et affectaient sa mémoire. Elle n'avait pas le droit de quitter l'établissement, ce qui la rendait à ses yeux «prisonnière du système». Elle a vécu cette expérience comme une atteinte à sa dignité et une violation de ses libertés civiles. Cette hospitalisation a été à la base de son combat pour la défense des droits humains des usagers de la psychiatrie, usagers qui sont, d'après elle, des « survivants » de la psychiatrie.

## Militantisme
À sa sortie d'hôpital, Chamberlin s'implique dans le mouvement naissant de défense des droits des patients psychiatriques. En 1971, elle rejoint le Mental Patients Liberation Front (Front de libération des patients psychiatriques) à Boston, et se rapproche également du Centre de réhabilitation psychiatrique de l'université de Boston. Ceci l'amène à co-fonder les premiers groupes thérapeutiques d'auto-aide, animés par des anciens patients psychiatriques (Ruby Rogers Advocacy and Drop-In Centers). Elle fonde et dirige le National Empowerment Center, une organisation, également gérée par d'anciens patients psychiatriques, qui fournit de l'information, du conseil et du soutien aux usagers et survivants du système psychiatrique. Son but est de « transmettre un message de rétablissement, d'autonomisation, d'espoir et de guérison pour les personnes qui ont été étiquetées comme souffrant de maladie mentale ».
Judi Chamberlin rencontre en 1976 David Oaks, qui est alors le directeur de MindFreedom International et comme elle, membre du Mental Patients Liberation Front. Elle devient membre du conseil d'administration de MindFreedom International, une organisation faîtière qui rassemble environ cent groupes locaux de défense des droits des personnes étiquetées comme souffrant de maladie mentale.

## Activité éditoriale et création du concept de «mentalisme»
En 1978, elle publie On our own : Patient Controlled Alternatives to the Mental Health System (1978). Ce livre devient un ouvrage de référence du mouvement des survivants de la psychiatrie. Elle développe dans cet ouvrage le concept de Psychophobie,,,.
Elle utilise également le terme psychophobie dans un chapitre de livre en 1975. Elle forge ce terme, en s'inspirant des concepts de « racisme » et de « sexisme », pour appréhender les discriminations et les violations des droits des personnes vivant avec un trouble psychique.

## Publications
- On Our Own : Patient Controlled Alternatives to the Mental Health System, New York, Haworth Press, 1978, 236 p. (ISBN 0-8015-5523-X) Chapter Five: When People Go Crazy.
- « The Ex-Patients Movement: where we've been and where we're going' », The Journal of Mind and Behaviour, vol. 11, no 3&4,‎ 1990, p. 323–336 (lire en ligne [archive du 27 juillet 2011])
- (de) « Erfahrungen und Zielsetzungen der nordamerikanischen Selbsthilfebewegung » (p. 300–317, in Kerstin Kempker & Peter Lehmann (dir.), Statt Psychiatrie. Berlin: Antipsychiatrieverlag.  (ISBN 3-925931-07-4), 1993.
- avec « Self-help programs: a description of their characteristics and their members », Psychiatric Rehabilitation Journal, vol. 19, no 3,‎ 1996, p. 33–34 (DOI 10.1037/h0101293, lire en ligne [archive du 22 octobre 2012])
- « A working definition of empowerment », Psychiatric Rehabilitation Journal, vol. 20, no 4,‎ 1997, p. 43–46 (lire en ligne [archive du 22 octobre 2012])
- avec E. Sally Rogers, « A consumer-constructed scale to measure empowerment among users of mental health services », Psychiatric Services, vol. 48, no 8,‎ 1997, p. 1042–1047 (DOI 10.1176/ps.48.8.1042, lire en ligne [archive du 28 juin 2011])
- « Confessions of a noncompliant patient », Journal of Psychosocial Nursing and Mental Health Services, vol. 36, no 4,‎ 1998, p. 49–52 (lire en ligne [archive du 22 octobre 2012])
- « Citizenship rights and psychiatric disability », Psychiatric Rehabilitation Journal, vol. 21,‎ 1998, p. 405–408 (DOI 10.1037/h0095282, lire en ligne [archive du 22 octobre 2012])
- (2004) (préface) Peter Lehmann (dir.), Coming off Psychiatric Drugs: Successful withdrawal from neuroleptics, antidepressants, lithium, carbamazepine and tranquilizers (pp. 11–13). Berlin / Eugene / Shrewsbury: Peter Lehmann Publishing.  (ISBN 978-0-9545428-0-1) (UK),  (ISBN 978-0-9788399-0-1) (USA).